# ヴィスケ
ヴィスケ（伊: Vische）は、イタリア共和国ピエモンテ州トリノ県にある、人口約1,200人の基礎自治体（コムーネ）。

## 地理

### 位置・広がり

#### 隣接コムーネ
隣接するコムーネは以下の通り。括弧内のVCはヴェルチェッリ県所属を示す。
- ボルゴマジーノ
- カンディア・カナヴェーゼ
- マッツェ
- モンクリヴェッロ (VC)
- ストランビーノ
- ヴェスティニェ
- ヴィッラレッジャ

## 行政

### 分離集落
ヴィスケには、以下の分離集落（フラツィオーネ）がある。
- Pratoferro, Cafasso, Viscano Inferiore e Superiore, Deserta, Moncucco, Mombello, Ova, Putetto, Luisina, Monessa, Briola, Era.